# Castillo Searles (Massachusetts)
El castillo Searles es una casa de estilo Château ubicado en Great Barrington, en el estado de Massachusetts (Estados Unidos). Construido en los años 1880, tiene siete pisos e incluye un sótano "mazmorra". Fue diseñado inicialmente por Stanford White de McKim, Mead & White, una firma de arquitectura de Nueva York. Tiene 5040 m² de superficie, 40 habitaciones y 36 chimeneas.

## Historia de construcción y propiedad
El castillo fue encargado en 1885 para Mary Sherwood Hopkins por su esposo Mark Hopkins, tesorero y uno de los fundadores del Ferrocarril del Pacífico Central. Mark Hopkins murió en 1878 y Mary Hopkins se casó con Edward Francis Searles, quien había diseñado el interior mientras se construía el castillo. Él era treinta años más joven que ella. Hopkins murió en 1891, pero Searles mantuvo el castillo hasta su muerte en 1920. Después de su muerte, la estructura se utilizó como escuela privada para niñas durante 30 años. Luego pasó por una variedad de propietarios y usos, y sirvió como centro de capacitación y conferencias para una compañía de seguros de Nueva York, un internado para niñas y un club de campo. Desde mediados de la década de 1980 ha albergado la Academia John Dewey, una escuela para adolescentes dotados intelectualmente con problemas. El castillo se puso a la venta en 2007 por 15 millones de dólares.

## Características arquitectónicas
En 1888, la propiedad tenía 92 hectáreas. La piedra del exterior del castillo es dolomita azul. Todos los pilares del atrio estaban ahuecados excepto uno. La Sala de Versalles en estilo Luis XV fue importada de Venecia. Había un órgano en el salón de música, pero fue retirado cuando el castillo se convirtió en la Academia John Dewey, debido a sus connotaciones cristianas. Hay tres cajas fuertes en el primer piso, una en el comedor y dos en la cocina. La caja fuerte de la cocina contenía plata cuando el castillo cambió de dueño. Los pisos de madera están construidos mediante ensamblado manual, lo que significa que no se usaron clavos en ninguna parte. El castillo fue uno de los primeros inmuebles del país en tener su propia nevera incorporada.
El estanque fue construido como una cruz específicamente para que pudiera reflejar el castillo desde el otro lado, para agregar belleza cuando la gente tomaba el té en la fachada. Hay una escalera secreta que conecta el dormitorio del segundo piso donde dormía Mary Hopkins con el dormitorio del tercer piso donde dormía Edward Searles, que usaban para ir entre las habitaciones del otro. La cochera que se encuentra actualmente no es la original. La original se quemó unos años después de que se completó el castillo y fue reemplazada por la actual.

## En el cine
La película de 1996 Antes y después se filmó en el castillo. Esta película incluyó a los actores Liam Neeson y Meryl Streep. La película de 2016 Like Lambs también se filmó allí.